# Léon de Jouvenel
Léon-Jacques de Jouvenel (Affieux, Corrèze, 25 de septiembre de 1811 - Tulle, Corrèze, 9 de septiembre de 1886) fue un político francés.

## Biografía
Hijo de Charles de Jouvenel y de su esposa, Marie Thérèse Rondet, estuvo casado con Marie Gourlez de la Motte. Fueron padres Raoul de Jouvenel y abuelos de Henry de Jouvenel.
Legitimista, fue diputado por Corrèze de 1846 a 1848, de 1852 a 1863 y de 1871 a 1876. Junto a Ferdinand de Douhet, fue partidario de la instauración del voto familiar. Autor de un ensayo publicado bajo el seudónimo de Comte Jeneséki, en el libro se oponía al sufragio femenino. Heredó el título de barón otorgado a su padre por orden de 16 de mayo de 1817.
Monarquía de Julio
Propietario de tierras, durante la Monarquía de Julio fue elegido diputado por el 2º colegio electoral de Corrèze (Brive), el 1 de agosto de 1846. Se identificó con la derecha y durante la Revolución de 1848 volvió temporalmente a sus negocios privados.
Segundo Imperio
Vinculado al golpe de Estado del 2 de diciembre de 1851, Jouvenel fue designado candidato oficial al Cuerpo Legislativo, en la 2ª circunscripción de Corrèze, el 29 de febrero de 1852, y fue elegido con 18.518 votos (24.083 electores, 40.803 inscritos). Pero, en enero de 1862, Napoleón III presentó al Cuerpo legislativo un proyecto de dotación de 50.000 francos de anualidad perpetua en favor del general Charles Cousin-Montauban, vencedor de la batalla de Palikao. El órgano legislativo mostró, por primera vez, cierta resistencia y fue Jouvenel, designado relator de la comisión parlamentaria encargada de examinar el proyecto, quien tuvo que expresar al gobierno el pesar de sus pares y concluir con el rechazo del proyecto. En efecto, el proyecto decayó, pero también Jouvenel se vio de aquí en adelante sin el patrocinio oficial. Aprovechó la ocasión ( abril de 1863 ) para exigir más libertad en las elecciones.
Tercera República
Durante las elecciones generales del 8 de febrero de 1871, fue elegido diputado por Corrèze, quinto de seis, por 27.967 votos (54.642 electores sobre 83.707 registrados). De nuevo junto a los legitimistas, se sentó en la parte derecha del hemiciclo. Votó en particular por la ratificación del Tratado de Versalles ( 2 de marzo ), por la solicitud de oraciones públicas ( 16 de mayo ), por la derogación de las leyes de exilio del 10 de abril y 26 de mayo ( 8 de junio ), por el poder constituyente contra la disolución de la Asamblea, por la dimisión de Adolphe Thiers el 24 de mayo, por el mandato de siete años, por la ley de los alcaldes, contra la enmienda valona ( 30 de enero de 1875 ) y la enmienda Duprat ( 11 de febrero ) y contra las tres leyes constitucionales ( 25 de febrero ). Dejó su huella al presentar, el 31 de julio de 1871, un proyecto de ley tendente a establecer el voto familiar.
Se presentó sin éxito en las elecciones generales a la Cámara de Diputados del 20 de febrero de 1876. Fue candidato por la 1ª circunscripción de Brive y obtuvo solo 3.451 votos, contra 8.138 de Auguste Le Cherbonnier. Hizo otro intento en las elecciones generales del 4 de octubre de 1885, pero solo obtuvo 13.844 votos.

### Proposiciones de ley
- Proposition de loi portant que le drapeau du 88e régiment de ligne portera un voile noir jusqu'à ce qu'il soit autrement décidé par l'autorité militaire, présentée par M. le Baron de Jouvenel. Versailles: Journal officiel. 1871.
- Proposition de loi tendant à modifier la législation électorale, présentée par M. le Baron de Jouvenel. Versailles: Cerf. p. 2.
- Proposition de loi tendant à attribuer à l'État le monopole de la vente du sel, présentée par M. le Baron de Jouvenel. Versailles: Cerf. 1872. p. 2.

## Obras
- Comte Jeneséki (1881). Les Petites filles d'Ève. París: Édouard Dentu. p. 269.